# 佳能 EOS 760D
佳能 EOS 760D入門級數碼單鏡反光相機，佳能 EOS 760D是佳能在2015年3月推出的一款設有內置閃光燈的自動對焦及自動曝光數位單眼相機，它在日本市場被稱作EOS Kiss X8i，在北美市場被稱作 EOS Rebel T6i，為佳能 EOS 700D的後續機種。

## 简介
- 该机为佳能 EOS 750D 的姊妹机型，其与佳能750D的主要区别在于其具备了一块基础性肩屏，可以显示一些基本的拍摄参数。
- 相比于佳能750D，该机在背部的多功能方向键处还增添了一个拨轮，有助于快速调节拍摄参数。
- 除此之外，该机的主要参数均与佳能 750D相同。